# The Stranger (álbum)
The Stranger es el quinto álbum de estudio de Billy Joel, lanzado en octubre de 1977. Mientras que sus cuatro álbumes anteriores tuvieron un éxito moderado, este rompió la brecha, alcanzando el número 2 en la lista de álbumes más vendidos de Estados Unidos. Siendo el álbum no compilatorio más vendido hasta la fecha de Billy Joel, con más de 10 millones de copias, y formando parte de la lista de los 20 álbumes más vendidos en los años 1970.
Gran parte del éxito del álbum se atribuye a la colaboración de Billy Joel con el productor Phil Ramone, cuyos métodos de producción innovadores complementaron las canciones de Billy Joel. Está colaboración fructuosa continuaría durante una década.
Algunos sencillos lanzados de este álbum incluyen "Just The Way You Are," la balada acústica "She's Always A Woman," la medianamente controvertida "Only The Good Die Young," y "Movin' Out (Anthony's Song)," la cual llegó a ser el tema para el musical de Broadway "Movin' Out", basado en las canciones de Billy Joel.
Este álbum alcanzó a Bridge over Troubled Water de Simon and Garfunkel, para llegar a ser el álbum de Columbia Records más vendido en ese tiempo. Fue también el último álbum de Billy Joel que tuvo el logo de "Family Productions", satisfaciendo los términos de su contrato de 1974.
Joel obtuvo dos premios Grammy por este disco: mejor disco y mejor canción por Just the Way You Are.
Generalmente aclamado como el trabajo más fino de Billy Joel, el álbum fue clasificado en el número 67 en la revista Rolling Stone en la Lista de Rolling Stone de los 500 mejores álbumes de todos los tiempos.

## Lista de canciones
Todas las canciones fueron compuestas por Billy Joel.
1. "Movin' Out (Anthony's Song)" – 3:30
2. "The Stranger" – 5:08
3. "Just the Way You Are" – 4:50
4. "Scenes From An Italian Restaurant" – 7:37
5. "Vienna" – 3:34
6. "Only the Good Die Young" – 3:55
7. "She's Always a Woman" – 3:21
8. "Get It Right the First Time" – 3:57
9. "Everybody Has a Dream/The Stranger (Reprise)" – 6:38